# San Pantaleo
San Pantaleo is een plaats (frazione) in de Italiaanse gemeente Olbia.